# Petite Danse
Petite Danse é uma escola de dança, fundada em 1988, no bairro da Tijuca, na cidade do Rio de Janeiro.
A escola leciona cursos dos mais diversos estilos de dança, como ballet, jazz dance e sapateado, além de atuar na formação profissional de nível técnico para bailarinos e em projetos sociais de relevância. Muito além de revelar grandes nomes para o cenário da dança a níveis nacionais e mundiais, como o caso de Mayara Magri, primeiro lugar no Prix de Lausanne, Suíça, o mais importante concurso de dança para adolescentes da atualidade, entre outros; possibilita o estudo de mais de 170 jovens bailarinos oriundos de comunidades carentes, através do projeto social Dançar a Vida, amadrinhado pela atriz e bailarina Cláudia Raia.
Sua fundadora e diretora artística, Nelma Darzi, foi nomeada em 2013, Carioca Nota 10 pela Revista Veja, além de vencer o Prêmio Cláudia, da Revista Cláudia, na categoria cultura.

## Projeto social Dançar a Vida
A Cia Jovem “Dançar a Vida” faz parte do projeto social de mesmo nome, criado em 1999 por Nelma Darzi, professora e diretora artística da Escola de Dança Petite Danse. O projeto possui o objetivo de levar a arte da dança para crianças e adolescentes entre 7 a 15 anos. Os alunos que se destacam são convidados a participar da Cia “Dançar a Vida”, a qual se tornou um grande celeiro de talentos, que exporta bailarinos para companhias profissionais brasileiras e do exterior, tais como Daniel Deivison, Bailarino solista no San Francisco Ballet, Paulo Roberto, bailarino do Theatro Municipal do Rio de Janeiro, Mayara Magri, vencedora do Gran Prix de Lausanne e de Nova York de 2011 e atualmente primeira bailarina do Royal Ballet de Londres.
Em constante renovação, o rol de bailarinos conta ainda com grandes promessas, como Letícia Dias e Sandro Fernandes, recém-agraciados com bolsas no Royal Ballet e ABT, respectivamente, entre outros.

## Espetáculos
Todos os espetáculos apresentados pelas Cias de Dança Petite Danse e Dançar a Vida são gratuitos e contam com o apoio do BNDES.
- 2008 - "Giselle"
- 2009/2010 - "Villa Lobos – Uma Canção de Amor"
- 2010/2011 - "Nos Passos da Dança"
- 2012 - "De Tudo se faz Canção"
- 2012/2013 - "Enquanto a Banda Passar".